# Moto C
El Motorola Moto C es una serie de teléfonos inteligentes de gama baja, que forma parte de la familia Moto. Fue lanzado en mayo de 2017 como nuevo teléfono destinado a la gama baja, siendo exclusivo para mercados emergentes (y también en algunos mercados desarrollados como el europeo), donde la economía de esos países no sea mucha o bien, para personas que no cuentan con muchos recursos para costear un modelo de gama media y/o alta. Al ser de gama baja, el precio es económico y accesible.
Es fabricado por y/o para Motorola Mobility y posee el sistema operativo Android 7.0 Nougat, y no se ha hablado nada sobre si en un futuro salga un nuevo sistema operativo, debido a que es de gama baja.

## Características y especificaciones
Estas son algunas de las características del Moto C:
- Procesador: MTK 6737M 64-bit quad-core 1.1GHz
- Cámara trasera: 5 MP
- Cámara frontal: 2 MP
- Batería: 2500 mAh
- Pantalla: 5 pulgadas de 854x480
- Precio: Aproximado de 89 euros o 97 dólares (dependiendo de cada tienda y sin contar la versión sin 4G)[1][2]
- Colores: Disponible en cereza, blanco, dorado o negro
- Conectividad: 802.11 b/g/n. Bluetooth 4.2 LE
- Extra: Algunas modelos vienen con doble tarjeta SIM[2]

## Moto C Plus
Es una versión ligeramente distinta al Moto C normal, que obviamente cuesta más que el Moto C normal.
Sus diferencias son por ejemplo en la memoria interna, que pasa de 8 GB a 16 GB (expandible por Micro SD hasta 32 GB), la batería pasa de 2350 a 4000 mAh y cuenta con un nuevo cargador de 5.2V 2A (10W) para la misma, la pantalla, sigue siendo de 5 pulgadas, pero ahora pasa de 854x480 a 1280x720 pixeles. La memoria RAM puede ser de hasta 2 GB (en su versión para Europa). También posee un mejor procesador, que es un MediaTek MT6737 64-bit quad-core de 1.3GHz.
Su precio esta en 119 euros o 130 dólares (dependiendo de cada tienda).